# سيرغي أوستابينكو
سيرغي سيرغييفيتش أوستابينكو (بالروسية: Остапенко, Сергей Сергеевич)‏ (مواليد 23 فبراير 1986 في الاتحاد السوفييتي) لاعب كرة قدم كازاخستاني دولي يجيد اللعب في خط الهجوم . يلعب حاليا لصالح نادي لوكوموتيف أستانا الكازاخستاني منذ 2010 .

## روابط خارجية
- سيرغي أوستابينكو على موقع الاتحاد الدولي (مؤرشف)  (الإنجليزية)
- سيرغي أوستابينكو على موقع الاتحاد الأوربي (الإنجليزية)
- سيرغي أوستابينكو على موقع قاعدة بيانات كرة القدم.إي يو (الإنجليزية)
- سيرغي أوستابينكو على موقع ناشيونال فوتبول تيمز (الإنجليزية)
- سيرغي أوستابينكو على موقع Soccerway.com (الإنجليزية)